# Ausztrália (film)
Az Ausztrália (eredeti cím: Australia) 2008-as kaland-filmdráma Baz Luhrmann rendezésében. A főszerepben Nicole Kidman és Hugh Jackman látható, a forgatókönyvet pedig Luhrmann, Stuart Beattie, Ronald Harwood és Richard Flanagan írták.
A forgatás Sydney-ben, Darwinban, Kununurrában és Bowen-ben zajlott. A filmet 2008. november 26-án mutatták be az amerikai mozik, Ausztráliában pedig 2008. december 26-án jelent meg. A kritikusoktól összességében vegyes kritikákat kapott, és 211 millió dolláros bevételt hozott világszerte.

## Rövid történet
Egy angol arisztokrata Ausztráliába utazik, hogy megmentse a tehénfarmot, amit örökölt. Eközben megismerkedik egy Drover nevű lakossal, aki segíti őt a küldetésében.

## Szereplők
| Szerep                           | Színész            | Magyar hang     |
| -------------------------------- | ------------------ | --------------- |
| Lady Sarah Ashley                | Nicole Kidman      | Pápai Erika     |
| Drover                           | Hugh Jackman       | László Zsolt    |
| Neil Fletcher                    | David Wenham       | Fekete Ernő     |
| Lesley `King` Carney             | Bryan Brown        | Reviczky Gábor  |
| Kipling Flynn                    | Jack Thompson      | Hollósi Frigyes |
| King George                      | David Gulpilil     |                 |
| Nullah `Tejeskávé`               | Brandon Walters    | Czető Ádám      |
| Maitland Ashley                  | Anton Monsted      | Rosta Sándor    |
| Magarri                          | David Ngoombujarra | Tóth Zoltán     |
| Emmett Dutton százados           | Ben Mendelsohn     | Csankó Zoltán   |
| Gloria Carney                    | Sandy Gore         | Halász Aranka   |
| Catherine `Cath` Carney Fletcher | Essie Davis        | Huszárik Kata   |
| Allsop adminisztrátor            | Barry Otto         | Harsányi Gábor  |
| Daisy                            | Ursula Yovich      | Peller Anna     |
| Sing Song                        | Wah Yuen           | Kassai Károly   |
| Ivan                             | Jacek Koman        | Csuja Imre      |
| Callahan őrmester                | Tony Barry         | Várkonyi András |
| Benedict atya                    | Arthur Dignam      | Makay Sándor    |
| Bandy Legs                       | Lillian Crombie    | Makay Andrea    |
| Myrtle Allsop                    | Kerry Walker       | Illyés Mari     |
| Dr. Barker                       | Bruce Spence       | Katona Zoltán   |
| Frank testvér                    | Matthew Whittet    | Hamvas Dániel   |
| Bull                             | Eddie Baroo        | Besenczi Árpád  |
| Ramsden                          | Ray Barrett        | Fülöp Zsigmond  |
| Goolaj                           | Angus Pilakui      | Welker Gábor    |
| Őrmester                         | John Jarratt       | Király Attila   |

## Fogadtatás
A Rotten Tomatoes honlapján 55%-ot ért el 223 kritika alapján, és 5.90 pontot szerzett a tízből. A Metacritic oldalán 53 pontot szerzett a százból, 38 kritika alapján.
Jim Schembri kritikus ezt írta: "A film rendben van, és sosem unalmas, de túl hosszú".